# Jordyn Poulter
Pour les articles homonymes, voir Poulter.
Jordyn Poulter est une joueuse américaine de volley-ball née le 31 juillet 1997 à Naperville. Avec l'équipe des États-Unis, elle a remporté la médaille d'or du tournoi féminin aux Jeux olympiques d'été de 2020 à Tokyo.